# Sebastian Hering
Sebastian Hering (* 21. August 1910 in München; † 28. Februar 1978 in München) war ein deutscher Ringer.

## Karriere
Sebastian Hering begann mit 10 Jahren in München mit dem Ringen und erreichte erste Erfolge im Jugendbereich ein. Er erlernte den Schlosserberuf und war bei der Deutschen Reichsbahn beschäftigt. 1930 und 1931 rang er für Jahn Göppingen, kehrte nach München zurück und trat der RTSG Neuaubing bei. Bereits als 20-Jähriger konnte er sich für die Teilnahme an den Europameisterschaften in Prag qualifizieren. Für die Olympischen Spiele in Los Angeles 1932 sowie für die Europameisterschaften 1933 und 1934 wurde ihm jedes Mal von seinem Münchner Ringerkameraden Wolfgang Ehrl der Weg verlegt. Sebastian Hering war ein sog. „Hungerkünstler“, dem es immer wieder gelang, viele Kilos ohne zu großen Substanzverlust abzutrainieren, um im Federgewicht starten zu können. Nach 1936 rang er dann nur mehr im Leicht- bzw. Weltergewicht.

## Internationale Erfolge
- 1931 2. Platz Europameisterschaften in Prag, griech.-röm. Stil, Federgewicht, nach Siegen über Boros, Jugoslawien, Mollet, Frankreich und einer Punktniederlage gegen Kustaa Pihlajamäki, Finnland;
- 1932, 1. Platz, Intern. Turnier in Helsinki, griech.-röm. Stil, Federgewicht, vor Ryhänen u. Juhola, bde. Finnland;
- 1932, 1. Platz, Intern. Turnier in Stockholm, griech.-röm. Stil, Federgewicht, vor Torsten Bergström u. Ake Alm, bde. Schweden;
- 1935 1. Platz Europameisterschaften in Kopenhagen, griech.-röm. Stil, Federgewicht, nach Siegen über Göte Persson, Schweden, Francois, Frankreich, Svend Martinsen, Norwegen, Hermanni Pihlajamäki, Finnland und einer sich nicht mehr für seinen Titelgewinn auswirkenden Niederlage gegen Aage Meier, Dänemark;
- 1936 4. Platz Olympische Spiele in Berlin, griech.-röm. Stil, Federgewicht, nach Siegen über Slazak, Polen, Horvath, Rumänien, Karcher, Frankreich, Morrell, Großbritannien und einer Niederlage gegen Einar Karlsson, Schweden;

In drei Länderkämpfen, die er für Deutschland bestritt, errang er zwei Siege.

## Erfolge bei deutschen Meisterschaften
(gr = griech.-röm. Stil, F = Freistil, Fe = Federgewicht, Le = Leichtgewicht, We = Weltergewicht, Mi = Mittelgewicht)
- 1931 1. Platz in Untertürkheim, gr, Fe, vor Ernst Meier, Dortmund, und Wolfgang Ehrl, München;
- 1932 2. Platz in Dortmund, gr, Fe, hinter Jaulus, Köln, und vor Heinrich Schwarzkopf, Koblenz;
- 1933 1. Platz in Untertürkheim, gr, Fe, vor Ehrl und Hans Wittwer, Dresden;
- 1934 1. Platz in Nürnberg, gr, Fe, vor Heinrich Nettesheim, Köln;
- 1935 2. Platz in München, gr, Fe, hinter Georg Weidner, Stuttgart, und vor Georg Pulheim, Köln;
- 1935 1. Platz in Hohenlimburg, F, Fe, vor Georg Pulheim;
- 1936 2. Platz in Mannheim, gr, Fe, hinter Eduard Sperling, Dortmund, und vor Georg Weidner;
- 1936 2. Platz in Nürnberg, F, Le, hinter Nettesheim und vor Fritz Weikart, Hörde;
- 1937 3. Platz in Karlsruhe, F, Le, hinter Nettesheim und Ehrl;
- 1938 2. Platz in Breslau, F, Le, hinter Weidner;
- 1939 3. Platz in Nürnberg, gr, Le, hinter Nettesheim und Otto Freund, Ludwigshafen am Rhein;
- 1940 2. Platz in Stuttgart, F, We, hinter Fritz Schäfer, Ludwigshafen am Rhein;
- 1941 3. Platz in Frankfurt am Main, gr, Le, hinter Nettesheim und Otto Hirsch, München;
- 1942 1. Platz in Köln, gr, Le, vor Karl Heßberger, Dettingen;
- 1948 2. Platz in Bad Reichenhall, gr, Le, hinter Ehrl;
- 1949 2. Platz in München, F, Mi, hinter Bruno Henze, Frankfurt am Main, und vor Josef Lehner, Nürnberg.